# Pilangsari (Ngrampal)
Pilangsari is een bestuurslaag in het regentschap Sragen van de provincie Midden-Java, Indonesië. Pilangsari telt 5085 inwoners (volkstelling 2010).